# Oberto Obizzo Malaspina

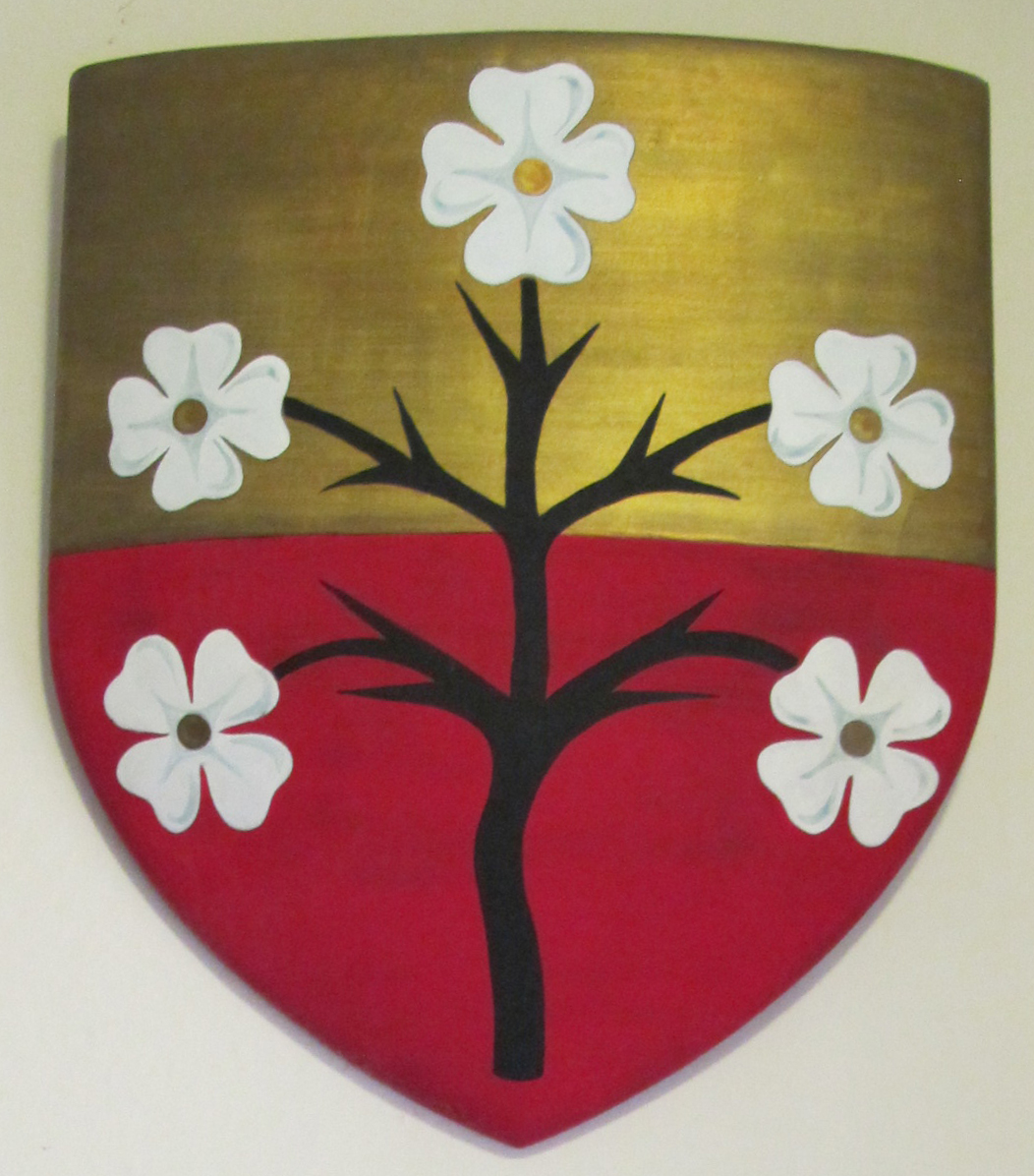
Stemma dei Malaspina nella casa di Dante a Firenze

Oberto Obizzo II Malaspina (X secolo – XI secolo) è stato un nobile italiano.

## Biografia
Oberto Obizzo II Malaspina fu il capostipite dei Malaspina e partigiano del re Arduino. Tentò di sollevare una rivolta a Roma e fu per questo imprigionato dall'imperatore nel 1014/1015.
Morì forse nel 1055.

## Discendenza
Ebbe due figli:
- Oberto Obizzo III (?-1060 ca.), sposò Ermengarda[1]
- Alberto, padre di Obizzo Malaspina[1]